# Maxime Biset
Maxime Biset (Anversa, 26 marzo 1986) è un ex calciatore belga, di ruolo centrocampista.

## Carriera
Ha giocato nella prima divisione belga.

## Palmarès

### Club

#### Competizioni nazionali
- Tweede klasse: 1

Anversa: 2016-2017